# Кучковени
Кучковени (грч. Πέρασμα, Перасма) је насеље у Грчкој у општини Лерин, периферија Западна Македонија. Према попису из 2021. било је 358 становника.
Македонски историчар Тодор Симовски, 1998. године наводи да је Кучковени словенско насеље.

## Становништво
| Година       | 1951 | 1961 | 1971 | 1981 | 1991 | 2001 | 2011 |
| ------------ | ---- | ---- | ---- | ---- | ---- | ---- | ---- |
| Становништво | 783  | 724  | 600  | 534  | 499  | 499  | 435  |